# Кобринский, Александр Аркадьевич
Алекса́ндр Арка́дьевич Ко́бринский (род. 20 марта 1967, Ленинград) — российский литературовед, оппозиционный политик и юрист. Доктор филологических наук, профессор. Депутат Законодательного собрания Санкт-Петербурга V созыва (2011—2016), помощник депутата Законодательного собрания Санкт-Петербурга Бориса Вишневского (с 2016).

## Биография
Выпускник ЛГПИ (ныне РГПУ) им. А. И. Герцена. В 1992 году защитил кандидатскую диссертацию «Проза Даниила Хармса», в 1999 году — докторскую диссертацию «Поэтика „ОБЭРИУ“ в контексте русского литературного авангарда XX века». Работал профессором кафедры русской литературы РГПУ.
Специалист главным образом по русской литературе рубежа XIX—XX веков и 1920—1930-х годов, Серебряному веку и русскому авангарду, особенно по творчеству Даниила Хармса, Александра Ввведенского и группы ОБЭРИУ. Работы посвящены также русским символистам, имажинистам, футуристам. Периодически выступает как критик со статьями о современной русской литературе. Профессор и научный сотрудник Петербургского института иудаики (с 1997 года), главный редактор научного журнала «Летняя школа по русской литературе», издаваемого институтом.
Стажировался в Иерусалимском университете (1997—1998), участник программы Фулбрайта (2001—2002, университет Висконсин-Мэдисон, США).
В 2011 году окончил юридический факультет РГПУ им. А. И. Герцена, хотя правозащитную и юридическую деятельность начал гораздо раньше. Юрист Института русской литературы РАН (Пушкинский Дом).
В 2019 году уволился из РГПУ после подачи анонимных жалоб руководству вуза.

### Юридическая, политическая и правозащитная деятельность
В 2006 году обратился в Верховный суд РФ с требованием признать незаконной принудительную эвакуацию автомобилей и помещение их на штрафстоянку при нарушении автомобилистами правил дорожного движения. Процесс был проигран, но и в дальнейшем Кобринский продолжал защищать права автомобилистов, борясь с незаконными поборами, дорожными «ловушками», требуя возмещения вреда незаконно лишенным водительского удостоверения.
В 2007 году был кандидатом в депутаты Законодательного собрания Санкт-Петербурга по списку партии Российской демократической партии «Яблоко». Вместе со всем списком партии к выборам не был допущен.
В 2009 году Кобринский обратился в суд с требованием отменить запрет на въезд машин на Каменный остров (остров известен своей сверхдорогой недвижимостью и правительственными дачами). Суд в иске отказал.
В марте 2010 года подписал обращение российской оппозиции «Путин должен уйти». В марте 2011 года в числе 45 представителей российской интеллигенции подписал обращение к Amnesty International с просьбой признать Михаила Ходорковского и Платона Лебедева узниками совести.
Важнейшим направлением правозащитной деятельности Александра Кобринского стала защита прав участников протестов. Кобринский постоянно защищает в судах задержанных на митингах и пикетах, а также оказывает другую юридическую помощь пострадавшим от действий государственных органов. Кобринский последовательно боролся с ограничениями прав граждан на проведение публичных мероприятий и сам выступал одним из организаторов митингов на эту тему.
В июле 2011 года вместе с Борисом Вишневским написал ответ на обращение группы близких к «Правому делу» деятелей «Выбор есть» под названием «Пора выбирать добро!», в котором резко осудил попытку авторов сделать ставку на Медведева как альтернативу Путину. В октябре 2011 года подписал заявление «Ходорковский должен выйти, а Путин и его команда — уйти».
В декабре 2011 года был избран депутатом Законодательного Собрания Санкт-Петербурга V созыва по региональному списку Российской демократической партии «Яблоко».
В 2012 году Александр Кобринский резко выступил против предложенного Виталием Милоновым закона «О пропаганде гомосексуализма» (был принят) и против закона о запрете абортов. Впоследствии, в 2013 году Кобринский вместе с Вишневским внесли законопроект об отмене закона «О пропаганде гомосексуализма», в результате чего подверглись атаке «традиционалистов». Кобринский, вместе с Вишневским, выступал в защиту прав ЛГБТ-людей и отстаивал безопасную реализацию их права на публичные мероприятия, выступал против расизма и гомофобии.
В числе других депутатов Александр Кобринский выступил против так называемого «закона Димы Яковлева», запрещающего усыновление российских детей в США. Вместо этого Кобринский предложил запретить российским депутатам и чиновникам лечиться за границей.
Будучи депутатом, Кобринский постоянно принимал участие в защите зелёных насаждений Санкт-Петербурга (Подковыровский сквер, Лопухинский сад, Удельный парк, парк Малиновка и т. д.)
В 2014 году выступил против введения российских войск на Украину и участвовал в одиночных пикетах на Невском проспекте против войны с Украиной. Участвовал в стихийном сходе противников войны у Казанского собора.
Александр Кобринский последовательно выступает против политической реабилитации Иосифа Сталина, разработал законопроект о недопустимости реалибилитации и прославления Сталина и сталинизма.
Кобринский также активно занимался зоозащитой и вносил законопроект об усилении ответственности за жестокое обращение с животными.
В 2016 году Кобринский обратился к губернатору Санкт-Петербурга с просьбой защитить мурал с изображением Даниила Хармса на доме, где он жил. Предложение получило поддержку.
В 2016 году после истечения полномочий стал помощником депутата от «Яблока» Бориса Вишневского.
В 2019—2021 годах Кобринский активно защищает в судах интересы депутатов муниципального образования Литейный округ от партии «Яблоко», которые, несмотря на большинство (11 из 20) не смогли избрать своего главу муниципального образования из-за поправок, внесённых в Устав прошлым созывом муниципального совета. Одновременно он защищал муниципальный совет от роспуска в Дзержинском суде (суды продолжаются более двух лет), оспаривал поправки в Устав муниципалитета в Санкт-Петербургском городском суда, а после проигрыша успешно оспорил федеральный закон в Конституционном суде РФ. Конституционный суд признал противоречащим Конституции положение Федерального закона, который при наличии в Уставе муниципального образования требования об избрании главы муниципалитета квалифицированным большинством голосов, не позволяет депутатам избрать исполняющего обязанности главы.
Являлся членом федерального бюро партии «Яблоко».
В 2020 году был выдвинут партией «Яблоко» кандидатом на дополнительных выборах депутата законодательного собрания Санкт-Петербурга. Однако, выборы были отменены из-за пандемии коронавируса.

#### Борьба за «Мефистофеля»
26 августа 2015 года Александр Кобринский первым обратился в полицию с заявлением об акте вандализма: с дома 24 по Лахтинской улице (построен архитектором А. Л. Лишневским) в этот день был сбит горельеф, изображающий демона (известный как «Мефистофель»). Кобринский стал одним из организаторов массового народного схода на Лахтинской улице в знак протеста против вандализма, а также впоследствии — массовых акций с требованием воссоздать горельеф.
Сразу после этого случай Кобринский внес законопроект об усилении ответственности за вандализм, который, впрочем, не был принят ЗАКСом. Кобринский стал членом инициативной группы по воссозданию Мефистофеля и неоднократно (сам и вместе с депутатом Вишневским) направлял губернатору Санкт-Петербурга и членам правительства города запросы по поводу ускорения возвращения горельефа на фасад здания, встречался с вице-губернатором Бондаренко. Однако реставрация так и не была выполнена.

### Конфликт с изданием «Холод»
В октябре 2020 года издание «Холод» опубликовало статью-расследование Софьи Вольяновой «Блистательный профессор» о предполагаемых сексуальных домогательствах Кобринского к студенткам РГПУ им. Герцена. В опубликованном материале сказано, что Кобринский, будучи профессором, неоднократно приглашал студенток в гости, угощал их алкоголем, вступал с ними в сексуальные отношения, в двух случаях принуждал их к БДСМ-сессиям. По словам Вольяновой, имена её собеседниц в публикации были изменены
В этот же материал автор включила комментарии, принадлежавшие, по её словам, самому Кобринскому. Он заявил о «самых разных» своих отношения со студентками, но отказался развивать эту тему. По его словам, к себе домой студентов и студенток он приглашал «исключительно в учебных целях». Он отрицал некорректность своих действий, говоря, что не использовал служебное положение при ухаживании с женщинами. По словам Кобринского, у аспиранток и студенток, которых он приглашал к себе, «не возникало вопросов».
После публикации статьи Бюро петербургского отделения партии «Яблоко» отказалось проводить собственное расследование. Группа из четырёх партийцев (Игорь Кочетков, Анна Боева, Дарья Беседина, Гузель Леман) организовала комиссию для проверки опубликованных сведений. Члены рабочей группы пообщались с авторами материала и девушками, предъявившими претензии. В итоге был опубликован доклад, подписанный Кочетковым и Боевой. В докладе сказано, что расследователи не смоли «найти основания считать ложными сведения, рассказанные девушками в статье». Также члены рабочей группы сообщили, что в ходе их работы к ним обратилась состоящая в партии женщина, заявившая о домогательствах со стороны Кобринского.

#### Судебные процессы
В декабре 2020 года Кобринский подал иск о защите чести и достоинства на журналистку «Холода» Софью Вольянову, а также на издание «Народные новости» из медиагруппы «Патриот» Евгения Пригожина, ранее публиковавшее материалы про Кобринского, на которые ссылалась Вольянова в своей статье. В декабре 2021 года Петроградский районный суд Санкт-Петербурга удовлетворил иск частично, признав ложными и порочащими Кобринского подзаголовок: «Студентки обвиняют петербургского филолога и политика Александра Кобринского в неэтичном поведении и домогательствах» и фрагменты статьи Вольяновой с обвинениями в насилии, фотографировании без согласия и наличии жалоб в деканат. Суд потребовав от обоих ответчиков публикации опровержений и выплаты компенсаций: с Вольяновой суд взыскал 300 тысяч рублей, с «Народных новостей» — 30 тысяч рублей (требования истца: 1 млн и 300 тысяч рублей соответственно). Полученные от Вольяновой 300 тысяч рублей Кобринский, по его словам, направил на лечение коллеги от онкологического заболевания. 19 июля 2022 года Санкт-Петербургский городской суд, рассмотрев апелляцию, в основном оставил решение Петроградского районного суда без изменений, увеличив сумму взыскания с издания «Народные новости» до 50 тысяч рублей. 28 ноября 2022 года Третий кассационный суд общей юрисдикции также оставил жалобу ответчиков без удовлетворения
В декабре 2021 года Кобринский подал на журналистку издания «Republic» Римму Поляк заявление в полицию о клевете. Претензии вызвал текст «Эффект Кобринского: старое „Яблоко“ и новая этика», в котором рассказывалось о реакции партии на обвинения в сторону Кобринского. В феврале 2022 года, после переговоров сторон, издание внесло в статью правки, и Кобринский заявил об отказе от судебного преследования.
Также в декабре 2021 года Кобринский подал иск против Софьи Овчинниковой (Вольяновой), Высшей школы Экономики и доцента школы филологии ВШЭ Яны Линковой. Поводом послужил фрагмент статьи, в котором сообщалось, что Линкова получила от шесть негативных отзывов о случаях недостойного поведения Кобринского во время организованной им Летней школы по русской литературе от ее участниц. Кобринский потребовал компенсацию морального вреда: с Вольяновой — 30 рублей, с ВШЭ и Линковой — 250 тысяч рублей солидарно. 8 февраля 2023 года Приморский районный суд Санкт-Петербурга в удовлетворении иска отказал. Поскольку стороной ответчика было представлено заключение специалиста о том, что в оспариваемых фрагментах статьи отсутствуют негативные сведения о действиях Кобринского в форме утверждений о фактах, которые могут быть проверены на соответствие действительности , в настоящее время судом апелляционной инстанции в соответствии с указаниями 3-го кассационного суда общей юрисдикции рассмотрение дела приостановлено и назначена судебная лингвистическая экспертиза, которая должна это либо подтвердить, либо опровергнуть.